# Motor Lancia Flat-4
En 1961, Lancia, conocida por su avanzada ingeniería, sorprendió al mundo con un nuevo diseño de aluminio para el motor flat-4 del Lancia Flavia. Aunque se trata de un motor avanzado pora su momento, la versión boxer solo se utiliza en el Flavia. A mediados de 1970, una campañia aérea diseñó y puso en producción un motor sobre la base de un diseño similar en 2 y 2,5 litros.

## 1500
La versión original introducida en 1960, era de 1,5 Litros (1500 cc). Fue mejorado en 1963, aunque con una cilindrada más pequeña de 1488 cc. Una versión final fue introducida en 1967 con un desplazamiento más grande de 1490 cc. Su producción terminó en 1970.

## 1800
El primer 1800 fue un 1727 cc introducido en 1962. Un año después, fue reemplazado por un verdadero 1.8 L (1800 cc) se introdujo a mediados de los años 1960. Se utilizó un 88 mm (3,46 pulgadas) y 74 mm (2,91 pulgadas) de diámetro que producía hasta 102 CV (75 kilovatios) con inyección de combustible.

## 2000 (Pushrod)
El 2,0 L (1991 cc) 2000 fue la última versión del motor Flavia. El diámetro fue de 89 mm (3,50 pulgadas) y una carrera de 80 mm (3,15 pulgadas) para una buena relación. En 1971 producía 115 HP (86 kilovatios) e instalado en el HF Coupé, producía 125 HP (93 kilovatios). Este motor se produjo de 1968 a 1974.

## 2000 (Overhead Cam)
Reemplazando la versión OHV usada en el Flavia, el nuevo 1999 cc producía 120 HP (89 kilovatios) a 5500 rpm y 172 Nm (17,5 kgm; 127 lb-ft) de par motor a 3500 rpm. Equipada con gamma.

## 2500 (Overhead Cam)
El motor de 2484 cc estaba disponible con carburador Weber de doble garganta, aunque en los últimos años de producción, fue equipado con inyección de combustible. Con ambas opciones, producía 140 HP (104 kilovatios) a 5400 rpm y 208 Nm (21,2 kgm; 153 lb-ft) de par máximo a 3000 rpm. Equipada con gamma.